# Paranja

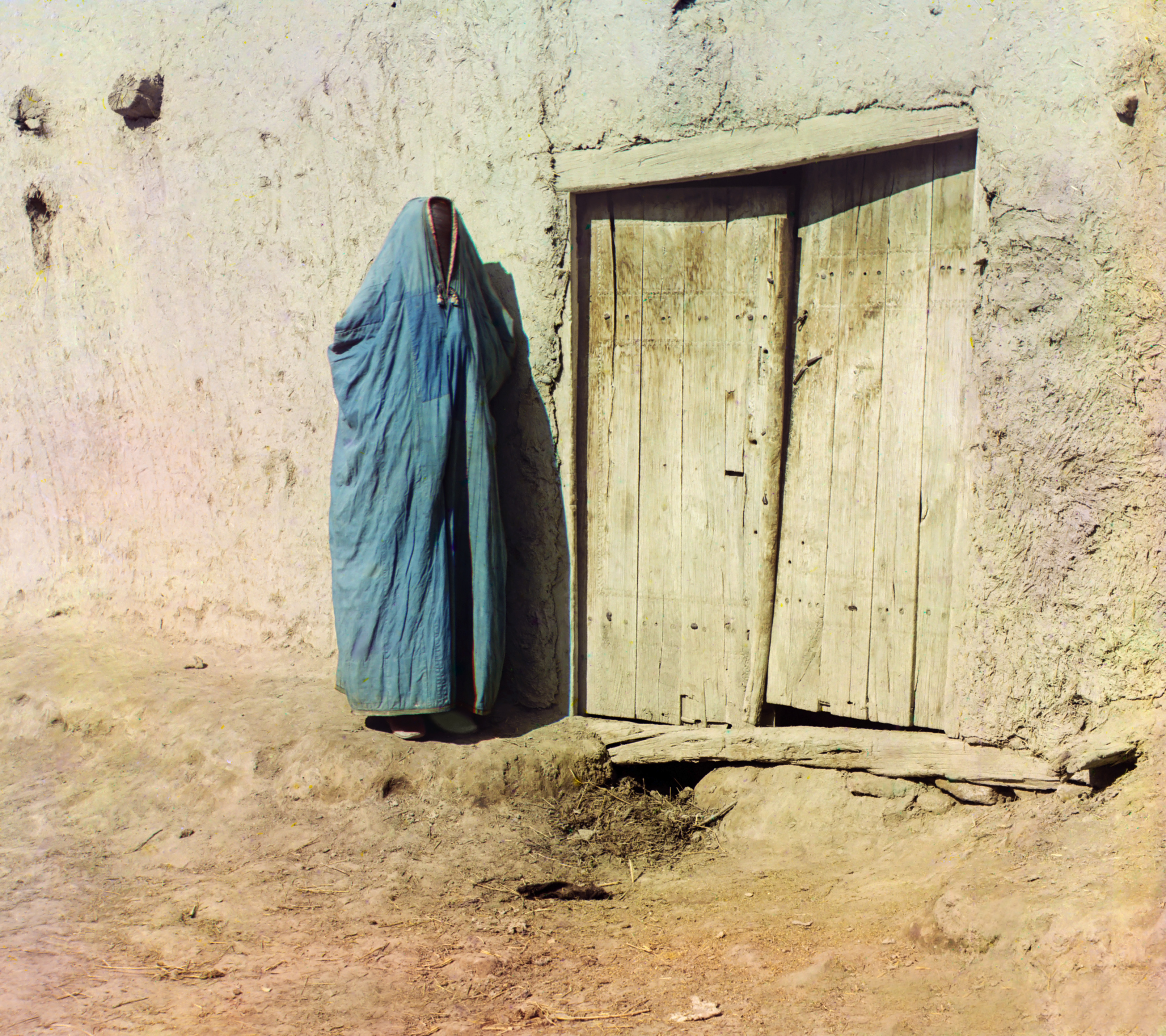
Mulher sarte a usar um paranja, Samarcanda, Império Russo (actual Usbequistão), c. 1910

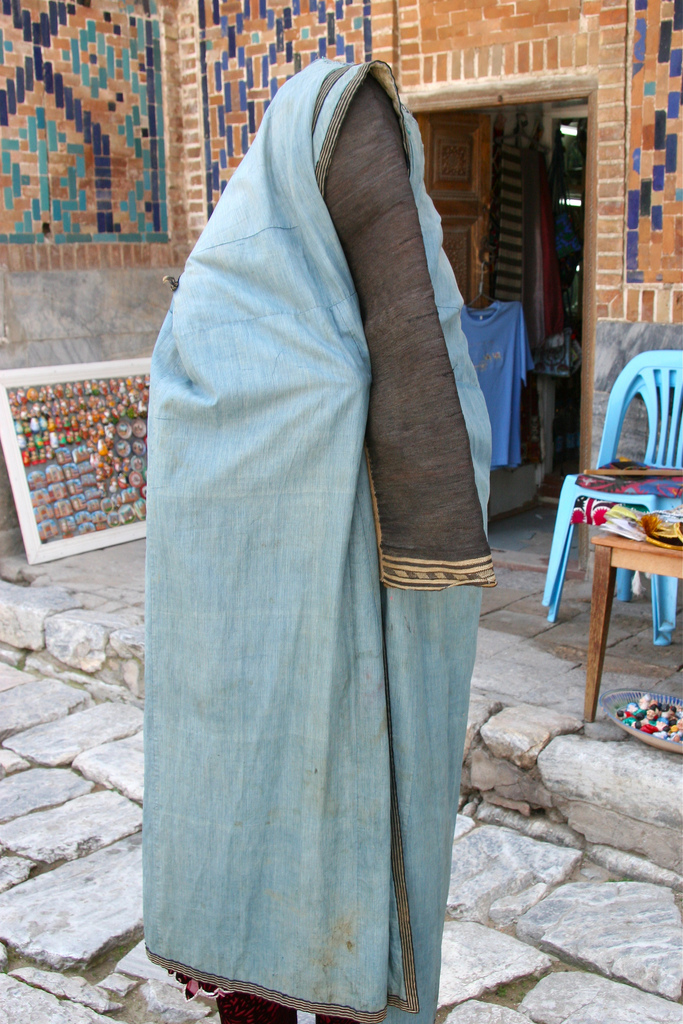
Exemplo dum paranja em Bucara c. 1998

Paranja (ou Paranji) de فرنجية (Паранджа) é uma toga tradicional da Ásia Central usada por mulheres e meninas, que, quando usada tapava o corpo e a cara. É também conhecido por "burqa" noutras línguas. É similar no estilo básico e na função em relação a outros estilos regionais como o chadari afegão. A paranja era usada pelas mulheres para cobrirem-se totalmente nas cidades da Ásia Central.
Nas áreas sedentárias muçulmanas da Ásia Central (os actuais Usbequistão e Tajiquistão), as mulheres usavam estas veste para tapar a cara inteira. Esta roupa era usada nesta região antes da invasão comunista, tendo sida baneada pelos Comunistas Soviéticos. O presidente do Taquijistão Emomali tem proclamado que os burcas não são parte da cultura tajique. Esta veste foi atacada pelo governo de Atambaiev, os presidente do Quirguistão.
A parte que cobria a cara, conhecida como o chachvan (ou chachvon), era muito pesada e feita de pelos de cavalo. Era especialmente popular entre as mulheres e raparigas urbanas usbeques e tajiques. O paranja era usado na Corásmia. Também foi usado durante o domínio da dinastia xaibânida.
Na década de 1800 há registo da mulheres estarem obrigadas a levar o paranja quando estavam fora de casa. O paranja e o chachvon eram por 1917 comuns entre as mulheres urbanas das bacia dos rios meridionais. Era menos frequente nas zonas rurais e quase nunca usado pelos nómadas da estepe.
A política de banimento do burca feita pelos soviéticos era chamada "hujum" na RSS do Usbequistão.
Devido ao facto das mulheres tajiques e usbeques usarem paranjas, Lord Curzon na sua viagem por estas paragens em 1886 não conseguiu ver o rosto de nenhuma mulher.
A Revolução de Outubro russa encorajou a emancipação da mulher e desencorajou ou baneou o burca, incluindo desta maneira o paranja. A União Soviética tentou desvalorizar o paranja mas as mulheres muçulmanas que usavam burca responderam matando as mulheres que tinham sido enviadas para fazê-las deixar de usá-lo. Os usbeques oposeram-se violentamente contra a campanha anti-paranja, anti-matrimónio infantil e anti-poligamia iniciada pela União Soviética.

## Galeria

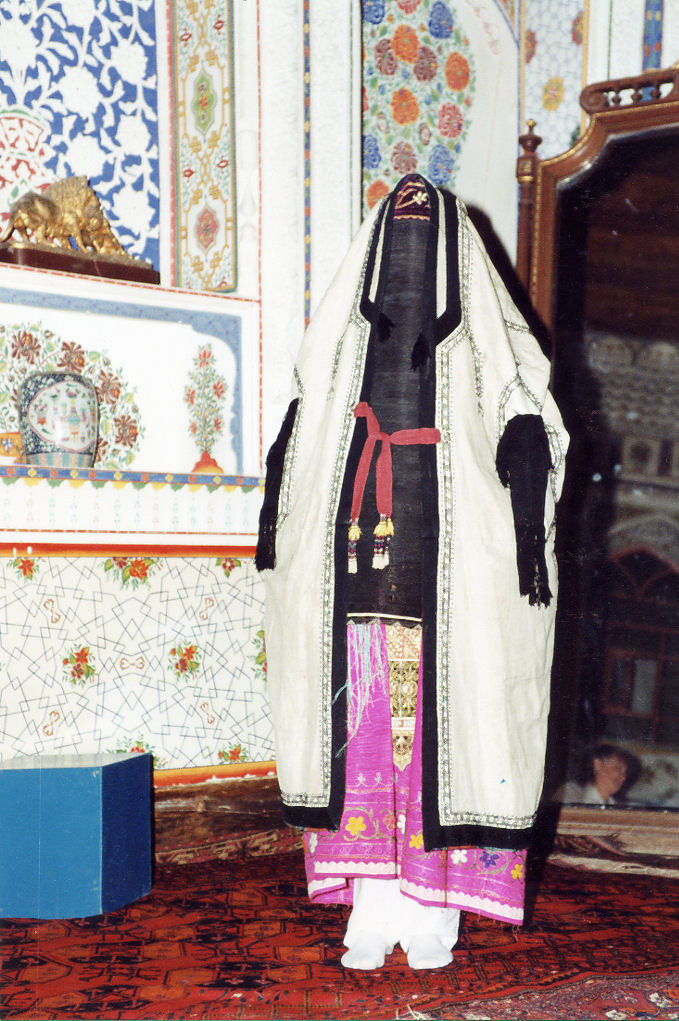
Paranja em Samarcanda c. 2001
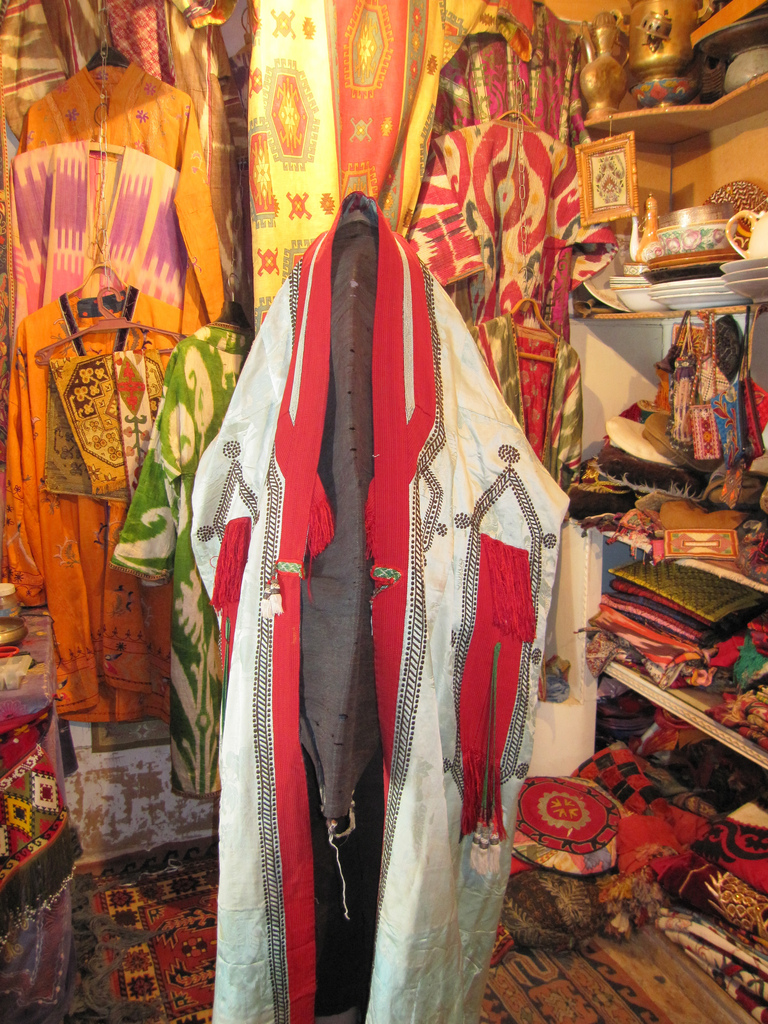
Paranja em Bucara c. 2005